# C12H17N3O2
化学式C12H17N3O2（摩尔质量：235.28 g/mol）可以指：
- 藻螨威，CAS号：17702-57-7 ，盐酸盐CAS编号：35452-92-7
- Inidascamine，CAS号：903884-71-9
- 2-(4-氨基哌啶-1-基)烟酸甲酯，CAS号：1185536-69-9

|  | 这个同类索引页列出了具有相同分子式的化学物（即同分異構體）条目。 除非您是有意链接至本页，否则应将相应条目的内部链接指向正确的条目。 |